# Calomniaceae
Calomniaceae là một họ rêu trong bộ Rhizogoniales.